# Редінгтон Тауншип (Нью-Джерсі)
Редінгтон Тауншип (англ. Readington Township) — селище (англ. township) в США, в окрузі Гантердон штату Нью-Джерсі. Населення — 16 128 осіб (2020).

## Демографія
Згідно з переписом 2010 року, у селищі мешкало 16 126 осіб у 5971 домогосподарстві у складі 4494 родин. Було 6191 помешкання
Расовий склад населення:
| - 93,1 % — білих - 3,6 % — азіатів - 1,3 % — чорних або афроамериканців - 0,1 % — корінних американців |

До двох чи більше рас належало 1,1 %. Частка іспаномовних становила 3,9 % від усіх жителів.
За віковим діапазоном населення розподілялося таким чином: 25,1 % — особи молодші 18 років, 61,4 % — особи у віці 18—64 років, 13,5 % — особи у віці 65 років та старші. Медіана віку мешканця становила 44,4 року. На 100 осіб жіночої статі у селищі припадало 96,2 чоловіків;  на 100 жінок у віці від 18 років та старших — 94,1 чоловіків також старших 18 років.
Середній дохід на одне домашнє господарство  становив 161 520 доларів США (медіана — 118 125), а середній дохід на одну сім'ю — 187 061 долар (медіана — 148 520). Медіана доходів становила 95 450 доларів для чоловіків та 75 219 доларів для жінок. За межею бідності перебувало 4,5 % осіб, у тому числі 6,8 % дітей у віці до 18 років та 2,6 % осіб у віці 65 років та старших.
Цивільне працевлаштоване населення становило 8483 особи. Основні галузі зайнятості: освіта, охорона здоров'я та соціальна допомога — 21,6 %, виробництво — 14,6 %, науковці, спеціалісти, менеджери — 13,9 %.